# Leucania multipunctata
Leucania multipunctata là một loài bướm đêm trong họ Noctuidae.